# Traugott Samuel Franke

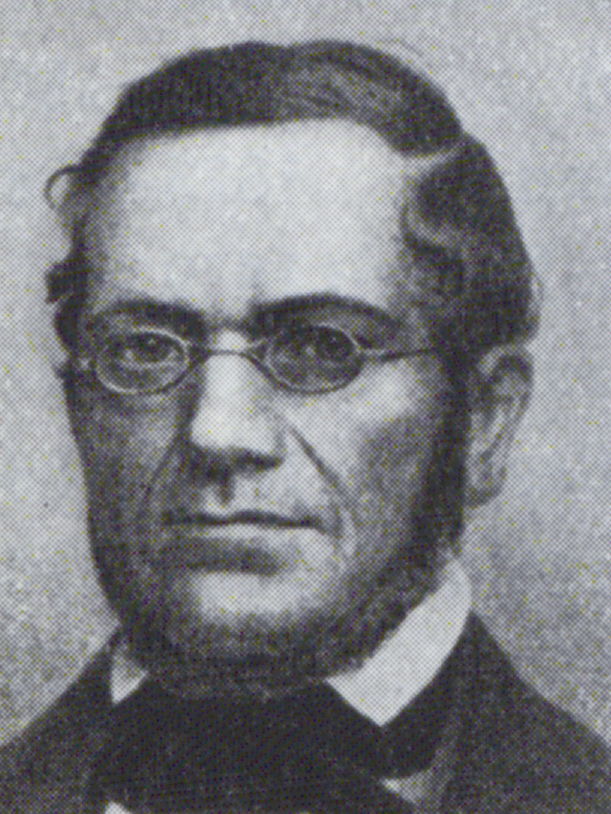
Traugott Samuel Franke

Traugott Samuel Franke (* 14. Oktober 1804 in Schellenberg; † 14. Juni 1863 in Hannover) war ein deutscher Mathematiker, Hochschullehrer und Zweiter Direktor der Technischen Hochschule Hannover.

## Leben
Er studierte Mathematik an der Universität Leipzig, wo er 1831 promovierte. Im selben Jahr wurde er Rektor der Stadtschule in Roßwein. Von 1836 bis 1849 war er Lehrer der höheren Mathematik an der Technischen Bildungsanstalt und Baugewerkenschule in Dresden. 1838 erhielt er den Titel Professor. In Dresden wurde er Mitglied der Freimaurerloge Zu den drei Schwertern und Asträa zur grünenden Raute.
1849 wurde er Lehrer der Mathematik und letzter Zweiter Direktor der Technischen Hochschule in Hannover.
Am 1. Mai 1856 verlieh ihm die Landsmannschaft Slesvico-Holsatia, das spätere Corps Slesvico-Holsatia, das Band.